# Тамарель-Вераэг, Мари
 Мари Тамарель-Вераэг (фр. Marie Tamarelle-Verhaeghe) — французский политик, бывший депутат Национального собрания Франции.

## Биография
Мари Тамарель-Вераэг родилась 27 сентября 1962 года в Ле-Пети-Кевийи (департамент Приморская Сена). Закончила Национальную школу здравоохранения в Руане. С 1993 по 2006 год работала в системе здравоохранения, совместно с местными органами власти, медицинскими и социальными субъектами осуществляла образовательные проекты в области здравоохранения. Она профессионально занимается обучением специалистов в области интеграцией детей с ограниченными возможностями. В 2006 году становится главным врачом Центра профилактики и общественного здравоохранения Гавра. Замужем за фермером, она является матерью восьми детей. 
В 2015 году Мари Тамарель-Вераэг примкнула к партии Союз демократов и независимых и в марте того же года в паре с Бенуа Гатине победила на выборах в новый орган ― Совет департамента Эр от кантона Бурк-Ашар. Была избрана вице-президентом этого Совета по вопросам автономии, пожилых людей и инвалидов.
В феврале 2017 года, после официальной поддержки ее партии Франсуа Фийона в качестве единого кандидата правых на президентских выборах, Мари Тамарель-Вераэг покидает Союз демократов и независимых, чтобы присоединиться движению «Вперёд!» Эмманюэля Макрона, отражающему ее центристские ценности. В мае 2017 года она была выдвинута кандидатом движения «Вперёд, Республика!» по 3-му избирательному округу департамента Эр на выборах в Национальное собрание, после чего ушла в отставку с поста вице-президента Совета департамента Эр. 18 июня 2017 года она одержала победу над кандидатом Национального фронта во 2-м туре выборов, получив 59,29 % голосов.
В Национальном собрании  Мари Тамарель-Вераэг является членом Комиссии по социальным вопросам и Комитета по оценке и контролю государственной политики. Она также входит в состав рабочей группы по реформе Национального собрания. Специализируясь на вопросах школьного здравоохранения, она возглавляла одноименную исследовательскую группу. В рамках своей работы в комиссии по социальным вопросам она стала советником Национального института рака (INCa), и в 2018 году вошла в его совет директоров.
В июне 2021 года Мари Тамарель-Вераэг была переизбрана в Совет департамента Эр от кантона Бурк-Ашар в паре с Сильвеном Бонанфаном.
На выборах в Национальное собрание в 2022 году она вновь баллотировалась в третьем округе департамента Эр от президентского большинства, но потерпела поражение от кандидата Национального объединения Кевена Мовьё во втором туре, набрав 45,95 % голосов.

## Занимаемые выборные должности
с 29.03.2015 — член Совета департамента Эр от кантона  Бурк-Ашар 

02.04.2015 — 05.2017 — вице-президент Совета департамента Эр 

21.06.2017 — 21.06.2022 — депутат Национального собрания Франции от 3-го избирательного округа департамента Эр